# Großklein
Großklein è un comune austriaco di 2 261 abitanti nel distretto di Leibnitz, in Stiria; ha lo status di comune mercato (Marktgemeinde).

## Geografia fisica
Il comune, il cui nome in tedesco significa "grande piccolo", conta otto frazioni (Burgstall, Goldes, Großklein, Mantrach, Mattelsberg, Nestelbach, Nestelberg bei Großklein e Oberfahrenbach.